# Virginia Slims of Washington 1974
Il Virginia Slims of Washington 1974 è stato un torneo di tennis giocato sul sintetico indoor. È stata la 3ª edizione del torneo, che fa parte del Virginia Slims Circuit 1974. Si è giocato a Washington negli USA dal 28 gennaio al 3 febbraio 1974.

## Campionesse

### Singolare
Billie Jean King ha battuto in finale  Kerry Reid con il punteggio di 6–0, 6–2

### Doppio
Billie Jean King /  Betty Stöve hanno battuto in finale  Françoise Dürr /  Kerry Harris con il punteggio di 6–3, 6–4